# Intercontinental Cup (India) 2018
De Intercontinental Cup 2018 (vanwege de sponsor ook wel Hero Intercontinental Cup genoemd) was de tweede editie van dit internationale voetbaltoernooi. Het toernooi wordt gezien als de opvolger van de Hero Tri-Nation Series. Aan dit toernooi deden vier landen mee. Het werd gespeeld tussen 1 en 10 juni 2018. Het werd georganiseerd door de AIFF, de Indiase voetbalbond. Alle wedstrijden werden gespeeld in Mumbai.
Het toernooi werd gewonnen door India, dat in de finale met 2–0 van Kenia won.

## Deelnemende landen
Er deden vier landen uit mee uit drie verschillende confederaties. De vier deelnemende landen spelen allemaal een keer tegen elkaar in de groepsfase. De landen die eerste en tweede worden in die groep spelen de finale. Aanvankelijk zou Zuid-Afrika deelnemen, maar dit land werd vervangen door Kenia.
De vier deelnemende landen in volgorde van de FIFA-ranking van juni 2018:
- India (97)
- Kenia (112)
- Nieuw-Zeeland (120)
- Chinees Taipei (121)

## Stadion
De wedstrijden werden gespeeld in de Mumbai Voetbalarena.
| Mumbai              | · Mumbai |
| ------------------- | -------- |
| Mumbai Voetbalarena | · Mumbai |
| Capaciteit: 18.000  | · Mumbai |
|                     | · Mumbai |

## Groepsfase
| Pos. | Land           | GW | W | G | V | DV | DT | +/− | Ptn. |
| ---- | -------------- | -- | - | - | - | -- | -- | --- | ---- |
| 1    | India          | 3  | 2 | 0 | 1 | 9  | 2  | +7  | 6    |
| 2    | Kenia          | 3  | 2 | 0 | 1 | 6  | 4  | +2  | 6    |
| 3    | Nieuw-Zeeland  | 3  | 2 | 0 | 1 | 4  | 3  | +1  | 6    |
| 4    | Chinees Taipei | 3  | 0 | 0 | 3 | 0  | 10 | –10 | 0    |

|                                            |                                               |      |                |                                                                                           |
| 1 juni 2018 «onderlinge duels» 20:00 (IST) | India                                         | 5–0  | Chinees Taipei | Mumbai Voetbalarena, Mumbai Toeschouwers: 2.569 Scheidsrechter: Nivon Robesh Gamini (SRI) |
| 1 juni 2018 «onderlinge duels» 20:00 (IST) | Chhetri 14', 34', 62' U. Singh 48' Halder 78' | AIFF |                | Mumbai Voetbalarena, Mumbai Toeschouwers: 2.569 Scheidsrechter: Nivon Robesh Gamini (SRI) |

|                                            |                        |      |               |                                                                  |
| 2 juni 2018 «onderlinge duels» 20:00 (IST) | Kenia                  | 2–1  | Nieuw-Zeeland | Mumbai Voetbalarena, Mumbai Scheidsrechter: Santhosh Kumar (IND) |
| 2 juni 2018 «onderlinge duels» 20:00 (IST) | Miheso 45' Ochieng 69' | AIFF | 42' Singh     | Mumbai Voetbalarena, Mumbai Scheidsrechter: Santhosh Kumar (IND) |

|                                            |                                          |      |       |                                                                                              |
| 4 juni 2018 «onderlinge duels» 20:00 (IST) | India                                    | 3–0  | Kenia | Mumbai Voetbalarena, Mumbai Toeschouwers: 8.890 Scheidsrechter: Hettikamkanamge Perera (SRI) |
| 4 juni 2018 «onderlinge duels» 20:00 (IST) | Chhetri 68' (pen.), 90+2' Lalpekhlua 71' | AIFF |       | Mumbai Voetbalarena, Mumbai Toeschouwers: 8.890 Scheidsrechter: Hettikamkanamge Perera (SRI) |

|                                            |                |      |                  |                                                                    |
| 5 juni 2018 «onderlinge duels» 20:00 (IST) | Chinees Taipei | 0–1  | Nieuw-Zeeland    | Mumbai Voetbalarena, Mumbai Scheidsrechter: C. R. Srikrishna (IND) |
| 5 juni 2018 «onderlinge duels» 20:00 (IST) |                | AIFF | 36' (pen.) Bevan | Mumbai Voetbalarena, Mumbai Scheidsrechter: C. R. Srikrishna (IND) |

|                                            |             |      |                      |                                                                          |
| 7 juni 2018 «onderlinge duels» 20:00 (IST) | India       | 1–2  | Nieuw-Zeeland        | Mumbai Voetbalarena, Mumbai Scheidsrechter: Hettikamkanamge Perera (SRI) |
| 7 juni 2018 «onderlinge duels» 20:00 (IST) | Chhetri 47' | AIFF | 49' De Jong 86' Dyer | Mumbai Voetbalarena, Mumbai Scheidsrechter: Hettikamkanamge Perera (SRI) |

|                                            |                |      |                                               |                                                                  |
| 8 juni 2018 «onderlinge duels» 20:00 (IST) | Chinees Taipei | 0–4  | Kenia                                         | Mumbai Voetbalarena, Mumbai Scheidsrechter: Santhosh Kumar (IND) |
| 8 juni 2018 «onderlinge duels» 20:00 (IST) |                | AIFF | 52' Odhiambo 55' (pen.), 88' Atudo 70' Otieno | Mumbai Voetbalarena, Mumbai Scheidsrechter: Santhosh Kumar (IND) |

## Finale
|                                             |                 |      |       |                                                                       |
| 10 juni 2018 «onderlinge duels» 20:00 (IST) | India           | 2–0  | Kenia | Mumbai Voetbalarena, Mumbai Scheidsrechter: Nivon Robesh Gamini (SRI) |
| 10 juni 2018 «onderlinge duels» 20:00 (IST) | Chhetri 8', 29' | AIFF |       | Mumbai Voetbalarena, Mumbai Scheidsrechter: Nivon Robesh Gamini (SRI) |